# 板東収容所切手
板東収容所切手（ばんどうしゅうようじょきって、英語：Bando P.O.W. Camp Stamps）は、第一次世界大戦中に日本軍の捕虜（日独戦ドイツ兵捕虜）となり徳島県板野郡板東町（現在の鳴門市）の板東俘虜収容所に収容されたドイツ軍将兵らによって作られ、収容所内で使用された切手。1918年（大正7年）8月に作られたとされる。

## 概要
1917年（大正6年）4月から1920年（大正9年）3月まで存在していた板東俘虜収容所では、捕虜に対してかなり自由な行動が認められていた。所内には印刷所があり、各種の印刷物が出版された。
この切手は孔版（謄写版）多色刷で、2銭と5銭の2種類があり、また収容所専用の消印も使用された。しかし、自由な収容所内における通信手段のやりとりに切手の必要性は特になく、捕虜たちの文化的楽しみの手段としての切手であったと推測される。
シート構成は、2銭切手が横4枚×縦5枚の20面シート、5銭切手が横4枚×縦4枚の16面で、2銭が750シート、5銭が250シート作られたとされている。
消印は二重丸型で、内側の円内には「板俘逓」（板東俘虜逓信の略）、外側の円には「Lagerpost Bando」と記されており、日付の表示はない。
収容所内で使われる一種の私製切手ではあるが、ドイツや日本などでは郵便切手として収集・研究対象となっている。日本で標準的に使われる切手カタログの一つである「さくら日本切手カタログ」には、在外局切手、軍事切手と並んで掲載されている。
2013年放送のテレビ番組『開運!なんでも鑑定団』で、切手2点が鑑定に出され、番組内の鑑定では300万円という評価がなされた。